# Schiphorst
Schiphorst là một đô thị thuộc huyện Lauenburg, trong bang Schleswig-Holstein, Đức. Đô thị này có diện tích 8,15, dân số cuối năm 2006 là 586 người.